# Башкінцев Дмитро Олексійович
Дмитро Олексійович Башкінцев (нар. 11 травня 1988, Прилуцький район, Чернігівська область) — український військовослужбовець і спортсмен, майор Служби безпеки України, учасник російсько-української війни, що відзначився у ході російського вторгнення в Україну. Герой України (2023).

## Життєпис
Дмитро Башкінцев народився 11 травня 1988 року у Прилуцькому районі на Чернігівщині.
До початку 2024 року проходив військову службу в окремому загоні спеціального призначення «Омега» Північного Київського територіального управління Національної гвардії України. Водночас входив до складу національної збірної команді України з багатоборства тілоохоронців, виступав за фізкультурно-спортивне товариство «Динамо».
Від 24 лютого 2022 року — на фронті. На чолі бойової групи виконував бойові завдання з оборони Київщини, Харківщини, Луганщини та Донеччини. 
Зокрема, у двадцятих числах березня визволяв місто Ірпінь, особисто знищів дев'ять окупантів, а його група захопила значні трофеї, серед яких — справна бойова машина піхоти БМП-3 з повним боєкомплектом. Діючи на Ізюмському напрямку у травні, його група знищила три російські БМП, один БТР-70 та близько взводу піхоти, крім того, було врятовано тяжкопораненого бійця ЗСУ. 1 червня 2022-го майор Башкінцев на чолі бойової групи провів успішний штурм авторемонтного заводу у Сєвєродонецьку, захопивши його і знищівши десятки рашістів, та ще шість — захопивши у полон. 
6 серпня, діючи на Авдіївському напрямку, група майора Башкінцева знищила ДРГ росіян, трьох із них особисто знищів Дмитро. Наступного дня офіцер підбив із ПТРК «Корсар» ворожий танк, 9 серпня його група за допомогою ПТРК зупинила ворожу колону та навела на неї вогонь артилерії. 22 серпня в районі Красногорівки група відбила ворожу атаку, знищівши дві БМП із десантом, під час повторної атаки був тяжко поранений один із спецпризначенців НГУ — його врятував Башкінцев, при цьому ще й знищівши із кулемета пораненого шість ворогів. 
З середини жовтня 2022 року група майора Башкінцева діяла у передмісті Авдіївки, до січня 2023-го в ході запеклих боїв підрозділ знищів понад 20 одиниць авто- та бронетехніки і близько сотні загарбників, зокрема на особистому рахунку командира — два танки Т-72, дві БМП-2 та вантажівка «Урал» з піхотою. 
На початку 2024 року Дмитро Башкінцев був переведений до спецпідрозділу Служби безпеки України. 
5 грудня 2023 року під час церемонії у Маріїнському палаці Президент України Володимир Зеленський вручив 21 сертифікат на отримання квартир військовослужбовцям Сил оборони, яким присвоєно звання Героя України, та родинам полеглих Героїв; один із сертифікатів було вручено Дмитру Башкінцеву, якого було відрекомендовано як начальника сектора Центру СБУ.

## Нагороди
- Звання Герой України з врученням ордена «Золота Зірка» (23 березня 2023) — за особисту мужність і героїзм, виявлені у захисті державного суверенітету та територіальної цілісності України, самовіддане служіння Українському народові[2];
- Орден «За мужність» III ст. (5 червня 2022) — за особисту мужність і самовіддані дії, виявлені у захисті державного суверенітету та територіальної цілісності України, вірність військовій присязі[3].